# خریبه الجندی
خریبه الجندی (به عربی: خریبة الجندی) یک منطقهٔ مسکونی در لبنان است که در شهرستان عکار واقع شده‌است. خریبه الجندی ۴٫۸۴ کیلومتر مربع مساحت و ۱٬۴۱۹ نفر جمعیت دارد و ۱۵۰ متر بالاتر از سطح دریا واقع شده‌است.